# Чессоле
Чессоле (італ. Cessole, п'єм. Séssole) — муніципалітет в Італії, у регіоні П'ємонт,  провінція Асті.
Чессоле розташоване на відстані близько 460 км на північний захід від Рима, 65 км на південний схід від Турина, 28 км на південь від Асті.
Населення — 416 осіб (2014).
Щорічний фестиваль відбувається 26 серпня. Покровитель — святий Олександр з Бергамо.

## Демографія
Населення за роками:

Станом на 1 січня 2023 року в муніципалітеті офіційно проживало 46 іноземців з 6 країн, серед них 34 громадяни країн Євросоюзу та 1 громадянин України.

## Сусідні муніципалітети
- Буббіо
- Коссано-Бельбо
- Лоаццоло
- Роккаверано
- Везіме